# East Orange (New Jersey)
East Orange – miasto w Stanach Zjednoczonych, w stanie New Jersey, w hrabstwie Essex. W 2008 roku liczyło 65 390 mieszkańców.